# Stambanan genom övre Norrland
Stambanan genom övre Norrland är järnvägen Bräcke–Långsele–Vännäs–Boden–Luleå i Sverige. Den betraktas ibland felaktigt som en del av Norra stambanan. Banan byggdes under perioden 1883–1894, och elektrifierades mellan åren 1939 och 1942. Den är både mycket mer kurvig och har större lutningar än vad som tillåts för nybyggda järnvägar, även om åtskilliga förbättringar av banstandarden har gjorts under åren. Banan är 626 kilometer lång Bräcke–Boden, och nattågen tog runt 7½ timme för denna sträcka.

## Historik
Stambanan genom övre Norrland är Sveriges längsta stambana, och var på sin tid Sveriges dyraste järnvägsbygge (på grund av längden, den bitvis kuperade terrängen, alla broar över älvar, och andra faktorer). Man byggde 24 militärmötesplatser längs banan, till exempel Storblåliden, och 22 stationer.
Norra stambanan slutar i Ånge. En bit norrut från Ånge, på Mittbanan (ursprungligen Norrländska tvärbanan), ligger Bräcke. Där började Stambanan genom övre Norrland att byggas norrut och 1886 öppnades trafiken på sträckan fram Sollefteå, som ju även kunde nås via ångbåt. Man fortsatte året efter att bygga norrut från Långseele och kunde 1891 öppna trafik till Vännäs. 1894 var hela banan klar ända fram till Boden, där SJ på Malmbanan redan trafikerade sträckan Luleå-Boden-Gällivare som framtill dess varit en fristående bana, utan anslutning till SJs övriga linjenät.
En ny bana närmare kusten, Botniabanan, går via Örnsköldsvik och Nordmaling fram till Umeå Östra. Denna har förbättrat kommunikationerna för ett antal orter i mellersta och norra Norrland. Utöver denna kustnära järnväg som har byggts planeras det även för Norrbotniabanan som är tänkt att vara en fortsättning från Umeå till Luleå via bland annat Skellefteå och Piteå.

### Stambanan genom övre Norrland från planering till invigning

#### Riksdagsutredning och argumentation för stambanan genom övre Norrland

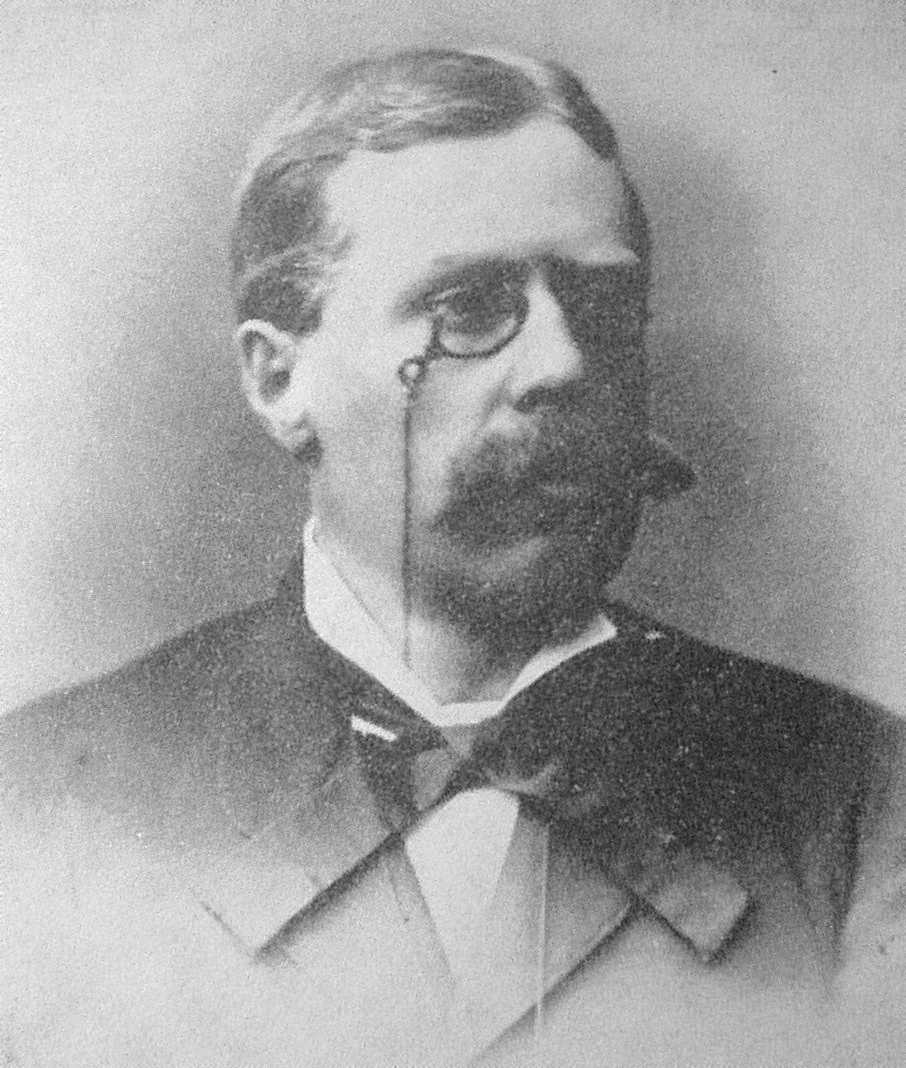
Edvard von Krusenstjerna, statsråd på Civildepartementet mellan 1883 och 1889 samt mellan 1896 och 1902

Dagens politiska beslut omfattas oftast av komplexa utredningar som analyserar en fråga och visar upp ett resultat. Denna tradition är gammal och vid planerna om Stambanan genom övre Norrland (SBÖN) utreddes förslaget där en argumentation mellan fördelar och nackdelar fördes. Civildepartementet hade under 1800-talets slut ansvar över utredningarna om SBÖN, 1887 var ett antal järnvägar klara och CD statsråd Edvard von Krusenstjerna samt utredare förutspådde att tusentals arbetare skulle tillfället förlora sin inkomst och den inhemska industrin tillfälligt få mindre försäljning på grund av minskat järnvägsbyggande. Det låg alltså i intresse att hålla denna process igång eftersom den var central för landets ekonomi under denna tid. Tankarna om att staten skulle vara en motor i ekonomin och ansvara för ekonomisk utveckling fanns på vissa sätt redan före John Maynard Keynes. Inventarier och material som hade använts vid statsbanebyggnaderna skulle kommas att realiseras och enligt ett dåvarande statsrådsprotokoll innebära en betydlig förlust för riket. Om Riksdagen vid ett senare skede bestämt sig för en utbyggnad hade nytt materiel behövts köpas in vilket skulle bli en extra utgiftspost.  Möjligheten att lagra all materiel och verktyg måste ha varit begränsad eftersom protokollet ansåg att det behövdes köpas nytt. Denna utgiftspost hade varit väldigt kostsam och kunde undvikas om man byggde ut redan 1887. Den erfarenhet som en mängd ingenjörer och rallare hade anskaffat sig skulle också gå helt förlorad om Riksdagen beslutade att stoppa järnvägsbyggandet. Denna kompetens som använts vid de andra stambanorna hade varit en stor tillgång vid bygget av SBÖN.  
Järnvägens dragning planerades dels efter antikustprincipen som var ett militärt intresse, i händelse av konflikt skulle järnvägarna var mer skyddade och funktionsdugliga om den drogs inne i landet. Främmande makts fartygsartilleri skulle inte ha möjlighet att skjuta ner den otroligt viktiga infrastruktur som järnväg är. Eventuella flygbombningar behövde man inte oroa sig över på 1880-talet, den tekniken skulle komma långt senare. I USA hade man utvecklat antikustprincipen med motivering att bryta ny bygd och skapa nya samhällen, detta tillämpades även i Sverige och det uppdraget lyckades staten med. Älvsbyn, Jörn och Bastuträsk är samhällen som nästan enbart uppkom som knutpunkt mellan tvärbana och SBÖN.

#### Finansiering
En stor del av ett järnvägsbygge är finansieringen, järnvägsbygget är ett enormt kostsamt projekt och kräver ofta lån. Finansieringen är nästan alltid det som bidrar till att järnvägsprojekt inte blir av. Under 1800-talet fanns samma problem och i riksdagen handlade diskussion om de kommande projekten var värda den stora kostnaden. I det tidiga skedet av debatten diskuterades till huruvida stat eller privata aktörer skulle finansiera banan. Det fanns flera engelska investerare som var intresserade att ta över det svenska järnvägsnätet inklusive finansiering. 1845 beslutades det att dessa skulle få ensamrätt över järnvägsbyggandet i Sverige. Detta förändrades 1848 då en internationell kris bröt ut och de engelska investerarna drog sig tillbaka. Stora delar av finansieringen och planerandet krympte. Som en reaktion på det privata misslyckandet tog riksdagen beslut att staten skulle bygga stambanor. Staten var beroende att låna för samtliga stambanor. Staten första försök var att låna kapital inom landet via emission av järnvägsobligationer men detta misslyckades. Istället var staten tvungen att försöka hitta investerare utomlands och Riksgäldskontoret fick i uppdrag att bedriva arbetet. Det första järnvägslånet placerades i Tyskland. Detta innebar upptakten till en epok av kapitalimport i Sverige.
Stambanan genom övre Norrland beräknades bli den dyraste stambanan av alla. Anledningen var att banan skulle passera över 10–20 stora vattendrag t.ex. Skellefteälven, Vindelälven, Piteälven och Luleälven. Detta krävde brobyggen som var både tids och finansiellt krävande. SbÖN var också den längsta banan och byggandet av själva banvallen var den största utgiftsposten. Stambanorna hade olika finansieringssätt. Stambanan genom övre Norrlands mark och gruskostnader skulle de berörda landstingen betala medan staten stod för kostnaderna söderut. Kostnaden för grus och mark var högre söderut, främst p.g.a. att marken var bördigare. Alltså var SbÖN dyrare att bygga men vissa byggmaterial var billigare. Anledningen att staten inte täckte mark och gruskostnader berodde på att det fanns motsättningar i riksdagen, det var för kostsamt att betala alla delar till en järnväg som gick i ödemarken. Argumenten mot en fullständig finansiering var att det skulle ta årtionden innan Norrlands inland blev självförsörjande och att persontrafiken skulle hamna på samma nivå som resten av stambanorna. Det skulle ta årtionden innan värdet av allt som köptes och såldes i Norrlands inland översteg kostnaderna för bygget. Kostnaderna var för stora i förhållande till den samhällsekonomiska vinsten. Förespråkarna av en fullständig finansiering menade att råvaror som timmer och malm skulle bidra till en samhällsekonomisk vinst som var betydligt större än kostnaden för bygget. Kompromissen mellan de två blev att landstingen skulle finansiera mark och grus som just var billigare i Norrland medan staten skulle betala övriga kostnader. 

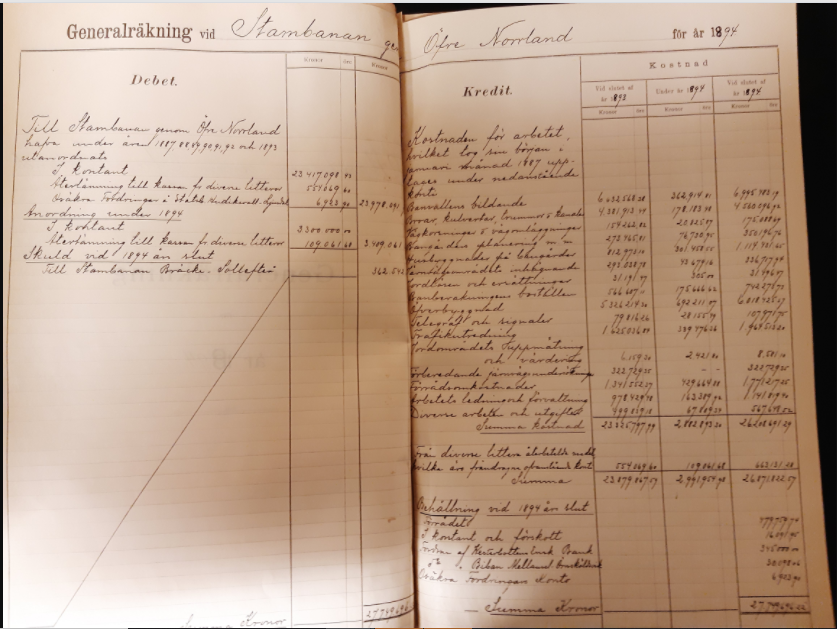
Generalräkningen för Stambanan genom övre Norrland

Under bygget av Stambanan genom övre Norrland fördes kontinuerlig dokumentation om byggets framsteg och även räkenskaper dokumenterades. Under generalräkningen från 1894 och de uppskrivna debet och kredit framkommer det tydligt vilka budgetposter som fanns och vilka som krävde mest kapital.
| Budgetpost                                                                      | 1887-1893               | Under året 1894         | Vid slutet 1894         |
| Banvallens bildande                                                             | 6 632 568, 38           | 362 914, 81             | 6 995 483, 19           |
| Broar, kulvertar, trummor och kanaler                                           | 4 381 913, 44           | 178 183, 48             | 4 560 096, 92           |
| Vägkorsningar och väganläggningar                                               | 154 262, 82             | 20 825, 87              | 175 088, 69             |
| Bangårdars planeringar, m m                                                     | 273 465, 81             | 76 300, 95              | 350 196, 76             |
| Husbyggnader på bangårdar                                                       | 812 973, 10             | 301 458, 55             | 1 114 481, 65           |
| Järnvägsområdets inhägnande                                                     | 293 038, 78             | 43 697, 16              | 336 717, 94             |
| Jordlösen och ersättningar                                                      | 31 191, 47              | 305, n                  | 31 496, 47              |
| Banbevakningens boställen                                                       | 556 607, 11             | 175 666, 62             | 742 273, 73             |
| Öfverbyggnad                                                                    | 5 326 214, 30           | 692 211, 07             | 6 018 425, 07           |
| Telegraf och signaler                                                           | 79 816, 26              | 28 155, ?9              | 107 971, 75             |
| Trafikutredning                                                                 | 1 625 036, 84           | 339 476, 36             | 1 957 513, 20           |
| Jordområdets uppmätning och värdering                                           | 6 159, 30               | 2 421, 80               | 8 581, 10               |
| Förberedande järnvägsundersökning                                               | 322 729, 35             | ----------------        | 322 729, 35             |
| Förrådskostnader                                                                | 1 341 552, 37           | 429 664, 88             | 1 771 217, 25           |
| Arbetets ledning och förvaltning                                                | 978 429, 48             | 163 389, 92             | 1 141 819, 40           |
| Diverse arbeten och utgifter                                                    | 499 839, 18             | 67 809, 34              | 567 648, 52             |
| -----------------------                                                         | ----------------------- | ----------------------- | ----------------------- |
| Summa kostnad i kronor:                                                         | 23 325 797, 99          | 2 882 893, 30           | 26 871 822, 57          |
| Från diverse littera återbetalda medel hvilka äro fråndragna ofvanstående konto | 554 069, 60             | 109 061, 68             | 663 131, 28             |
| Behandling vid 1894 års bokslut:                                                | ----------------------  | ----------------------  | ----------------------  |
| Förrådet                                                                        |                         |                         | 479 759, 74             |
| I kontant och förskott                                                          |                         |                         | 16 091, 95              |
| Fodran av Westerbottens enskilda bank                                           |                         |                         | 345 000, 00             |

Den totala kostnaden för Stambanan genom övre Norrland är enligt 1894 års generalräkning 27 749 696 kronor. I dagens penningvärde ca 1 896 507 800 kronor. Det är dock svårt att jämföra genom en prisomräknare eftersom det finns många andra faktorer som påverkar än konsumentprisindex.

#### Rallarna från Småland

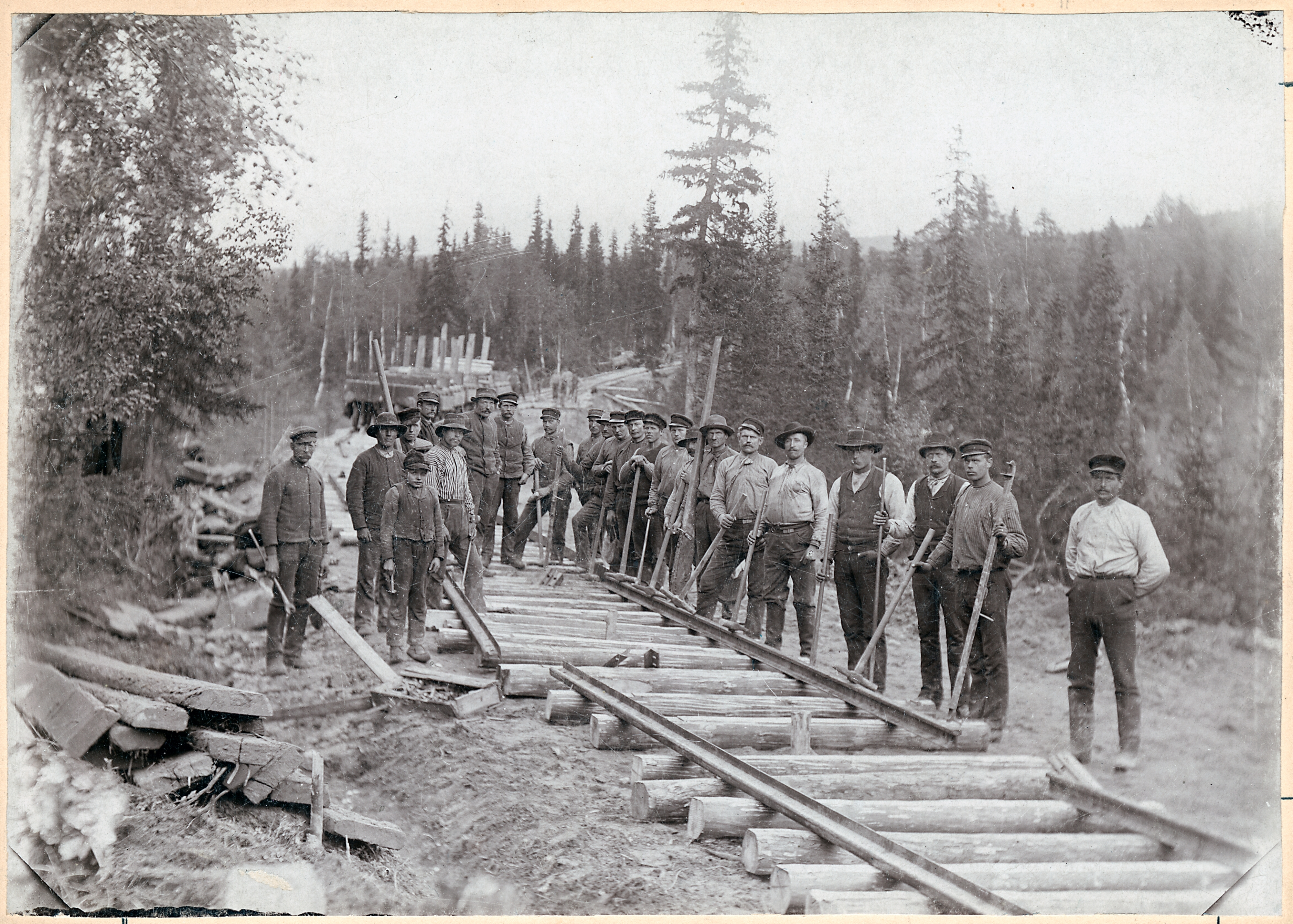
Ett rallarlag som lägger räls på Stambanan genom övre Norrland

När stambanan genom övre Norrland skulle byggas behövdes det en enorm arbetskraft. Vid denna tid hittade en rälsläggare i Småland. Småland hade under svältåren på 1800-talet drabbats hårt av missväxt, den steniga berggrunden försämrade odlingsmöjligheterna. De unga männen var tvungna att emigrera till Amerika eller finna lyckan norrut. Rallarkulturen var på mycket sätt speciell och i Sara Lidmans serie Jernbanan beskrivs de som något ohyfsade men väldigt respekterade.
“Om de var sex så verkade det som en kyrkbänk full. Var det tio så ångade det som från en hel sockenstämma. Int går det att tala om rallare som när du räknar folk”. Detta utdrag är Lidmans personliga tolkning och just denna beskrivning har inte källkritisk precision. Däremot finns fler exempel från Jernbanan där rallare beskrivs en aning överlägsna och ohyfsade för sin tid.
“kvällsbön höllo dem visst aldrig och enligt ryktet gingo dem inte ens alla i kyrkan om söndagen. Den enda gången rallarna visade mans-tukt var när dem följde till graven en förolyckad kamrat. Då kommo dem i storvästar, nitade bälten och kammade skägg, i borstade hattar och stövlar och voro så brusande ståtliga i sång och skick att länsmans knappar tedde sig matta som kokta fiskögon”.
Citatet i sig är fiktivt men några detaljer kan användas. Lidman hade aldrig skrivit om förolyckade kamrater om det inte fanns sådana, hon anses även som en skönlitterär författare med god historisk kunskap. Det är inte särskilt förvånande med tanke på att den stora organiseringen för bättre villkor inte hade kommit igång, dödstalen i arbete var betydligt högre då än idag. 1955 är det tidigaste året arbetsmiljöverket för data på arbetsplatsolyckor. Då var det 425 arbetare som dog i arbete i jämfört med 36 år 2019. Förmodligen var siffrorna liknande eller högre före 1955, Arbetsmiljölagen (AML), Arbetstidslagen (ATL) och andra arbetsplatsförordningar kommer under 1900-talet. Dessa medför en nedgång i antalet arbetsplatsolyckor. Med detta i åtanke och den svaga organiseringen på 1800-talet blir sannolikheten med en linje som pyramid med topp på 1955 väldigt låg. Förmodligen är den osynliga linjen på samma Y värde som 1955 eller högre. Alltså kan en med en viss säkerhet konstatera att det dog rallare i samband med banbyggandet. Lidmans tankar om rallare är inte helt taget från luften, rallarromantiska bilden av den riktiga karlen med vidbrättad hatt, snusnäsduk om halsen, “brännvinsmage” och manchesterbyxor är inte helt falsk. I boken Sveriges järnvägshistoria beskrivs rallarna på detta sätt.
“När rallarlaget kom till bygden sattes den kvinnliga ungdomens moraliska säkerhet på spel. Rallarna kom med drömmar om resor och äventyr. De hade sett betydligt mer av världen än pojkarna i hembygden. De var mer frimodiga och slängda i käften.”
Denna bild korrelerar starkt med Lidmans och rallarkulturen beskrivs ofta på detta sätt. Ett utdrag från boken rallarminnen bekräftar också denna ikoniska bild och konflikt med bypojkarna.
“Jag kommer ihåg, i Älvsbyn var det marknad på hösten, då tänkte hempojkarna köra bort rallarna, för det första var det för att de finaste flickorna tyckte om rallare och för det andra ville dom själva bygga järnvägen så dom skulle få all förtjänst. Di slogs så, bönder och rallare, en hel mängd blev så förstörda, så dom fick ligga flera månader på sjukhuset”
Detta utdrag visar att stämningen kunde vara våldsam, personligen förfäras man av de mansideal som fanns under denna tid. Pojkar som skulle hävda sig genom att slå andra människor och själv ta stryk, ett bevis på att det inte var bättre förr? En annan sak som framkommer ur Lidmans citat är hur Rallarna klädde sig, detta sätt som hon beskriver kan bekräftas i foton på rallare från andra järnbanebyggen.
Rallarna från Småland åkte på de nybyggda järnvägarna genom Sverige för att själv delta i byggandet av SbÖN. De samlades i sina lag på stadens järnvägsstation där de fick truppbiljett norrut. Kupperna var väldigt små och en fick knappt plats med knäna mellan sätena. När tåget skulle åka låstes dörrarna och öppnades när en kom till en annan station. Toalett fanns naturligtvis inte så rallarna fick bidea på de stationer där tåget stannade längre. Behövde rallarna utföra sina behov mellan stationerna blev det i ett krypin på tidningar som man kastade ut genom fönstret. Tågen ångade sig fram sakta och de fick stanna och sova över i svenska tätorter. På stationerna i södra Sverige stod folk i alla åldrar och erbjöd nattlogi för ca 50 öringen. I dagens penningvärde 32 kronor. I priset ingick väckning som behövdes när tågen avgick tidigt på morgonen. När tågen kom norrut gick tågen långsammare men rallarna fördrev tiden med att bland annat dricka starka alkoholhaltiga drycker. I Norrland varierade tillgången på nattlogi. När tåget hade kommit till slutstation var rallarna tvungna att kasta sin packning på tomma grusvagnar och själva vara lokomotiv sista biten. Till slut var rallarna framme vid bygget och där skulle rallarna försöka ordna en sovplats på de få bondgårdar som fanns. De byggdes enkla baracker som en del rallare sov på. Ingenjören för bygget bjöd ibland på matrekvisitioner som de kunde handla i proviantboden som fanns intill bygget. Detta skedde speciellt när rallare som varit på färd kom till arbetslinjen. Där köpte rallarna även sängkläder som de fyllde med halm. De enkla barackerna värmdes av en järnspis där röken drogs ut via ett enkelt plåtrör. Barackerna hade 12 till 20 sängplatser beroende på storlek. De byggdes av rundtimmer och var diktade med mossa. Under sommarhalvåret var lösningen bra men det blev problematiskt på vintern. Timret torkade på sommaren och mossan, som det var dikat med ramlade därifrån. En kunde alltså köra ut handen mellan stockarna på vissa ställen. Det gjorde barackerna kalla och många rallare låg och frös om nätterna.

#### Byggprocessen
Byggtekniken av SbÖN skilde sig inte från resten av landets järnvägar, rallarna och ingenjörerna byggde på samma sätt som resten av stambanorna. Däremot var landskapet annorlunda vilket gjorde att alla järnvägar fick sin unika byggprocess. Projektet delades in i tre etapper, första var Bräcke-Sollefteå (till Ångermanälven), andra var Långsele-Vännäs och tredje var Vännäs-Boden. SbÖN byggprocess innehöll en rad olika befattningar där statusen var varierande. Markarbetet var det första steget och det gjordes innan rälsläggningen, detta arbete var väldigt krävande och omfattande. Första steget var att hugga ner all skog förhand med yxa, hugga ner ett träd förhand är otroligt ansträngande, alltså passade det inte alla individer. Sedan skulle stubbarna bändas upp och kastas i kasar för att brännas. Mossan och annat underlag på marken skulle flås upp. Sedan skulle utdikningen ske, som innebar att man med spade grävde diken som skulle samla upp vatten och göra marken vid rälsen mer stabil. Sedan skulle groparna fylla grusvagnar som transporterades till arbetslinjen. Gruset fördelades där rälsen skulle ligga. I SbÖN kom gruset från lokala platser som de köpt från bönder i närområdet. Likt tidigare beskrivet behövdes extra mycket grus för denna bana men priset var lägre. Rälsläggningen räknades som ett specialarbete och var fint att få ägna sig åt.  Även bergssprängning var ett specialarbete. Stenborrningen skede för hand, tre man behövdes där två slog på borren och den tredje satt och vände. Denna teknik var nödvändig då arbetet kom till hällor och stenigare områden. Arbetsdagarna var långa och tuffa, rallarnas arbetstid var tolv timmar indelade i fyra etapper. Första från 05.30 till 08.30. Sedan var det 30 minuters rast. Andra etappen var från kl 09 till 12 följt av en middagsrast på 90 minuter. Från 13.30 var arbete till 16.30 följt av 30 minuter aftonrast. Från 17 var sista etappen till 20. 00 på kvällen.

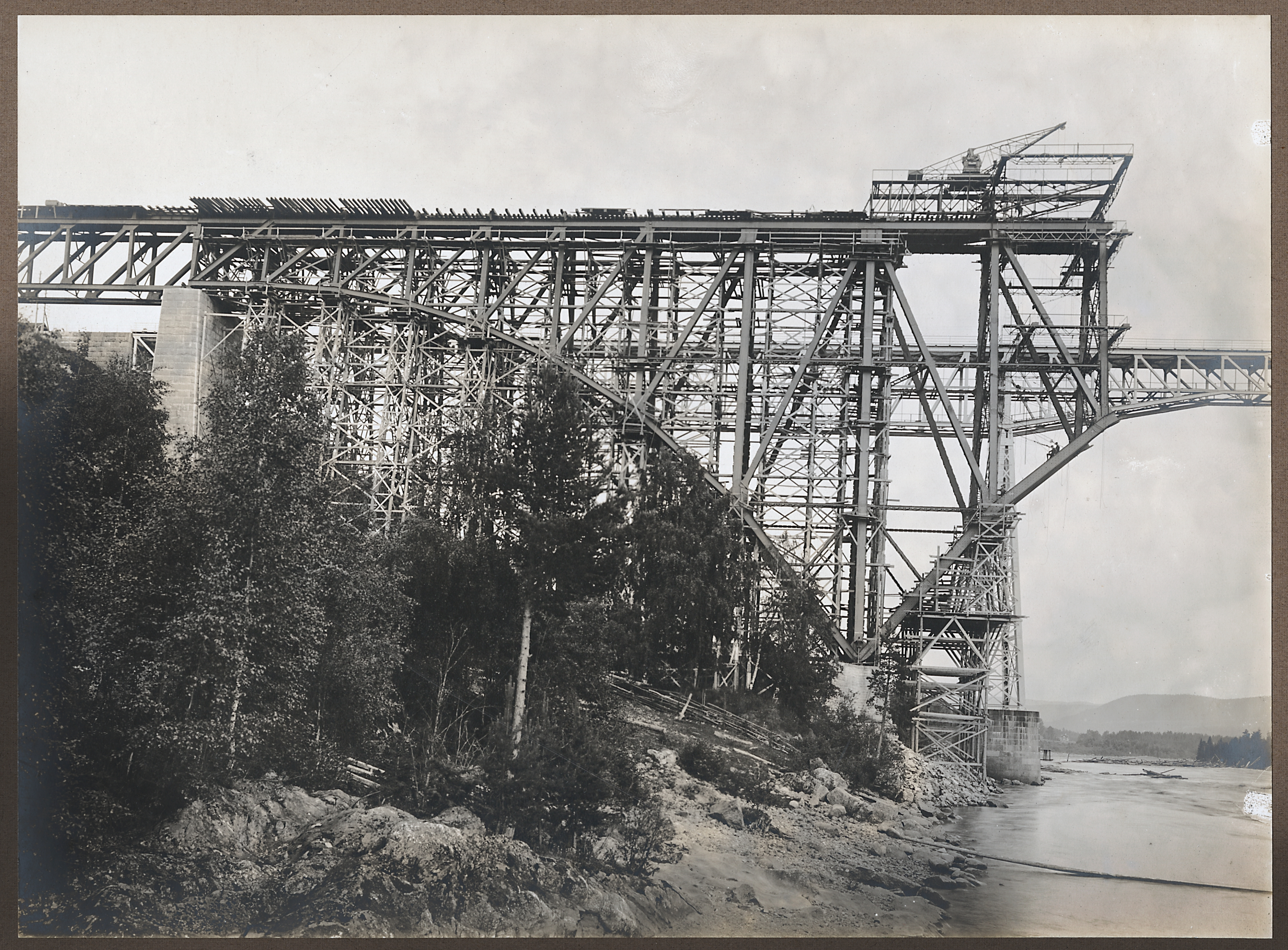
Nya bron byggs. Observera de två brobyggarna till höger i bild

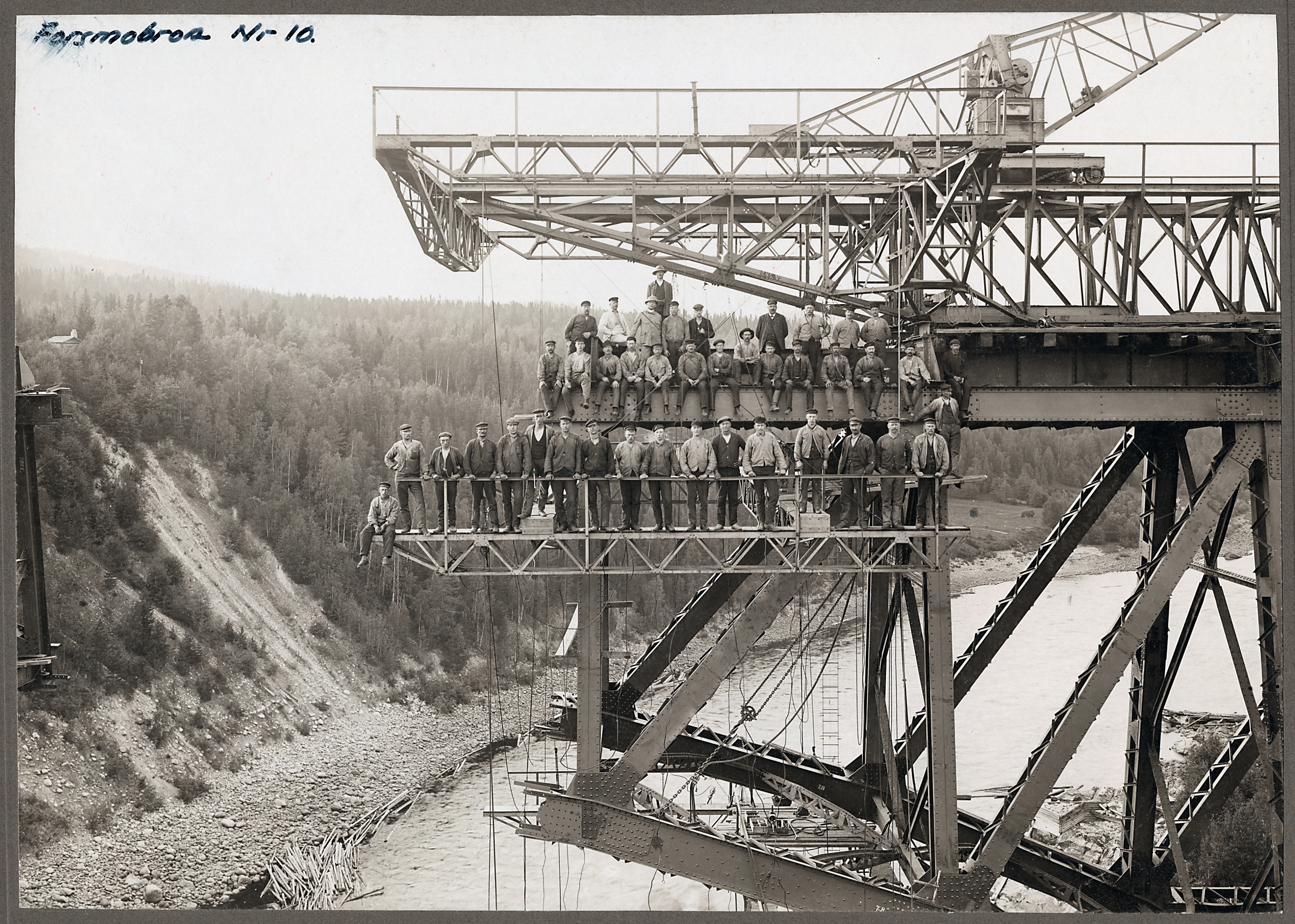
Brobyggare vid bygget av nya Forsmobron

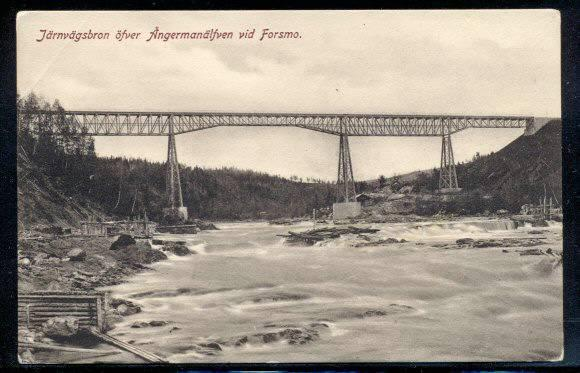
En bild på gamla Forsmobron

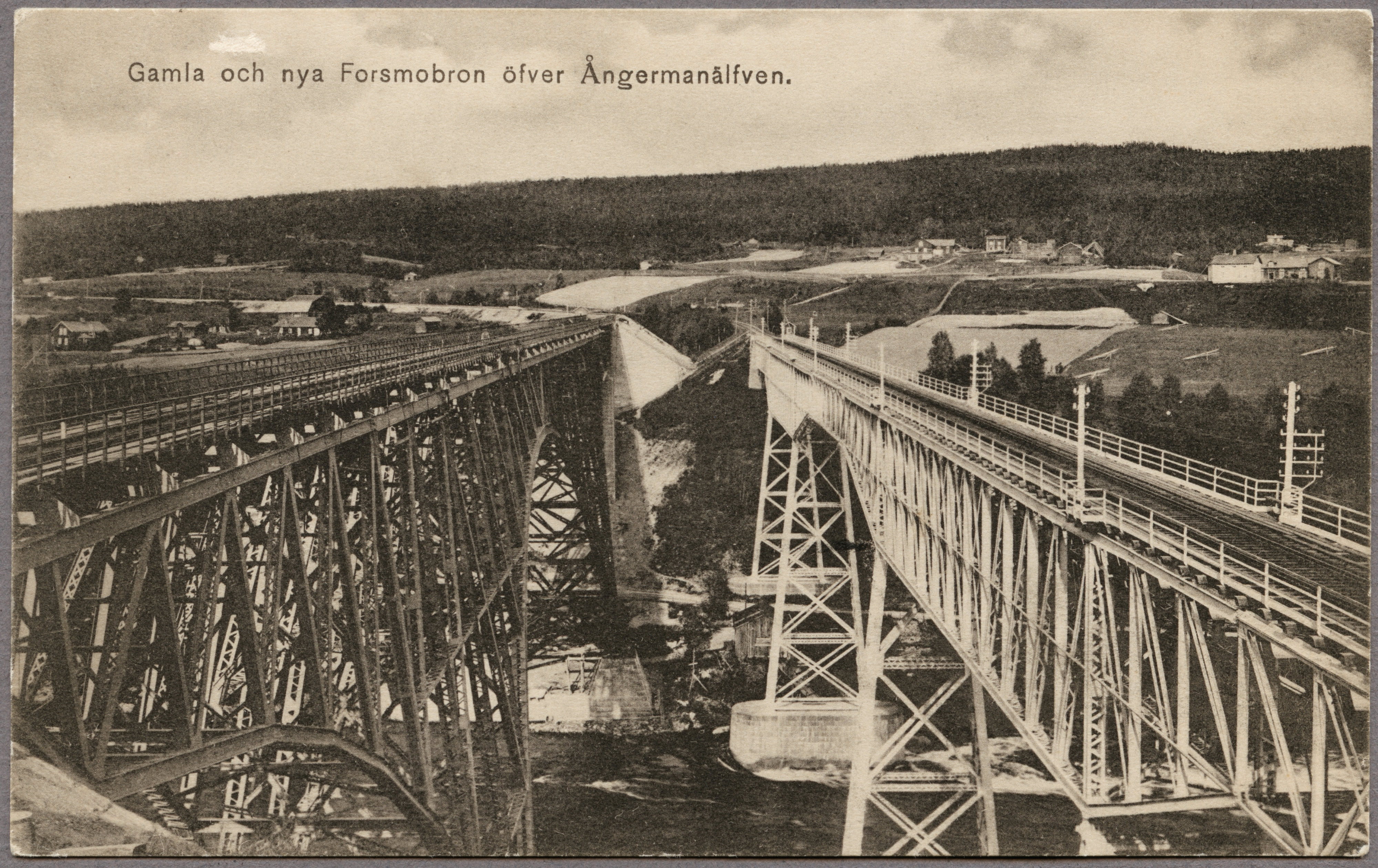
Forsmobron över Ångermanälven. Den nya är på vänster sida och den gamla på höger sida

De broar som byggdes i anslutning till SbÖN har betytt mycket för den allmänna svenska kompetensen i brobyggen. Älvarna var breda och broarna ansågs vara ett konstruktionsmästerverk. Den kompetens och lärdom som branschen åtog sig la grunden för en kompetens som var nödvändig under 1900-talets infrastrukturutbygge. De flesta av dagens järnvägsbroar över älvarna är dock ersatta men vissa finns kvar. De större broarna var vanligen konstruerade med huvudreglar av fackverk, utformade som stående eller hängande parabelbroar eller som parallell reglar, ofta med mjuka d.v.s. dragkraftsupptagande, korsande diagonaler. De höga mellanstöden utfördes som fackverkspelare. Anledningen till att de ursprungliga broarna ersattes var krav på ökad bärförmåga. Lasten blev tyngre och broarna riskerade att inte klara av belastningen. Ett exempel var i Forsmo år 1912, alltså bara 18 år efter SbÖN:s stora invigning. Den gamla bron var för svag och en ny började byggas. Den gamla bron blev en landsvägsbro där gående och övriga fordon kunde färdas. Den nya 104 meter långa fackverkskonstruktionen med bågformig undre ram var till SJ:s största bro till 1929. På bilden ser man ett foto på den gamla och nya bron. Brobyggsprocessen såg olika ut beroende på geologiska förutsättningar men bron över Laxälven är väl dokumenterad och beskriver flera steg. När de skulle bygga pelarna krävdes en ångpump för länshållning eftersom man behövde tillgängliggöra grävning och bortsprängning i älvbotten. Efter verkställd grundsprängning och sprängning nedlades 2 meter under älvens lägsta vattenyta en grov bjelkruta påbörjades och avslutades efter murningsarbetet. Pelarna innehöll 270 kbm mur lagd i bruk. Broarna var också en anledning till att järnvägen drogs i inlandet, älvarna var betydligt bredare vid kusten och arbetet hade blivit betydligt mer omfattande både ekonomiskt och byggtekniskt.

##### Brev till Konungen, arbetsrapport för statens järnvägsbyggnader under 1887 andra kvartal
Under arbetsprocessen rapporterade arbetsledarna kontinuerligt till Stockholm och konungen som en försäkran att arbetet utvecklades som planerat. Där beskrev de vad som hade hänt det senaste kvartalet och vad rallarna hade jobbat med. Från 1887 andra kvartal finns en dokumenterad arbetsrapport med detaljerad information. Ansvarig för denna rapport var väg och vattenbyggnadsstyrelsen och sträckan var Bräcke-Sollefteå samt Långsele-Vännäs. I rapporten framkommer det information om antal kubikmeter jord, sten och grus som flyttats/anlades, antal meter stängsel, arbetsstyrkan, markberedningar, mätningar om banvallslutningar och beredningar om förändrad sträcka. Vid en planering av lastageplatsen vid Djufvön (Bräcke. Sollefteå) omflyttades 4119 kbm jord och sten. På samma sträcka omlades en mindre väg på 185 meter och för att kunna bygga vägen flyttades 212 kbm jord och sten,  92 kbm grus lades ut på vägen. De byggde även ett godsmagasin och grund grävde för en källare till en banmästarstuga. Runt järnvägsområdets inhägnande sattes det upp 1070 meter stängsel av trä och 221 meter handräcke efter nyanlagda vägar. Arbetsstyrkan på denna arbetslinje (Bräcke-Sollefteå) var i april 1887 43 man, i maj hade den utökats till 86 och i juni var de 113. De genomförde tillsammans 5145 ½ dagsverkena (en arbetare hinner ett dagsverke per dag, alltså hann de 113 dagsverken per dag i juni). Sträckan Långsele-Vännäs hade fått problem med för kraftiga lutningar vid norra sidan av Ångermanälven vilket behövde åtgärdas för att skapa en säker åkmiljö i framtiden, lagen åtgärdade problemen genom att sänka lutningen från 1:60 till 1:62,5. Det genomfördes också en hel del omstakningar för att få gynnsammare terrasseringsförhållanden. Det står att banan var tänkt att passera byn Ytterselets västra sida för att sedan gå i ostlig riktning till Forss och därifrån i nordlig riktning till Björna men att de ändrat plan och istället framdragit den i västnordlig riktning till Björnsjön. Från Björnsjön via Ledingesjön och fram till Björna. Fördelen med detta var enligt rapporten att vägen blev 9 km kortare, ett annat exempel på förändrad framdragning beskriver en förkortning på 29 km.
På arbetslinjen Långesele-Vännäs som bara hade kommit till Ångermanälven arbetade betydligt fler, april 399, maj 1283 och juni 1641 man. Dagsverken uppgick till 45386 dagsverken under det andra kvartalet och de flesta områden. De stora differenserna i arbetsstyrka mellan Bräcke-Sollefteå och Långsele-Vännäs arbetslinjerna kan bero på de omstakningar och justeringar som behövdes göra. Rapporten visar också att nästan allt var mer omfattande på denna sträcka, 8323 m stängsel av trä upprättades och sammanlagt 75944 kbm jord och sten omflyttades. För sträckan som byggdes under det andra kvartalet 1887 göts 37 trummor (ett cylinderrör där vatten kan rinna igenom) för att förhindra att marken blev för våt och t.o.m. översvämmades vid vårfloder osv.  Vid större vatten byggdes kulvertar där t.ex. bäckar eller mindre Åar kunde rinna förbi. Vid Näcksjön byggdes en kulvert med ett spann på 3,5 meter och längden 21,5 meter, 1750 kbm jord och sten omflyttades. Det sattes även ner 560 pålar för att förstärka kulvertens grund. Vattendraget rann förmodligen på ett sätt som inte passade kulverten och därför reglerade man vattendraget där ytterligare 775 kbm jord förflyttades. Ett annat exempel på kulvert var över Sågbäcken, den var lika lång i spann men sträckte sig ända till 34,8 meter.

#### Brev till konungen, över arbetets fortgång vid statens järnvägsbyggnader under 1894 års tredje kvartal
Under byggets sista arbetsår arkiverades en kunglig rapport som likt den 1887 återger en detaljerad beskrivning över 1894 tredje kvartal. Den största skillnaden mellan rapporterna är var rallarlagen arbetade, vid denna tidpunkt var bygget nästan klart och hade varit i bruk i sju år. De hade sedan länge lämnat Bräcke och befann sig i Väster och Norrbotten. Rapportens ansvariga generaldirektören över Väg och Vattenbyggnadsstyrelsen Rudolf Cronstedt och K.U Sparre beskriver att banvallens terrassering avslutats och de upprättade huvudförråd i Jörn och Boden tagit emot materiel från Träskholm där plank, bräder och bjälkar för 39,4 kbm samt 2319 stängselslanor försågats åt bygget. Fortsatt försökte man förstärka banan med trummor och skyddsmurar vid vattendrag, under detta kvartal förflyttades 47898 sten, jord och dylikt samt byggdes 3497 kbm stödmur. I Vännäs hade ett lokomotivs garage börjat byggas under det tredje kvartalet och mellanspår på sammanlagt 1108 meters längd samt 4 spårväxlar inrättats. På slutstationen i Boden hade arbetet på lokomotivstallet börjat upprättas och Bangården börjat målas och inredas, vattenledning anordnades från pumphuset till lokomotivstallet och ett fristående vattentorn. En 100 m lång avstigningsplattform samt en mellanplattform på 55 meter och en lastkaj, 76 m lång, anlades under kvartalet. För utvidgning av spårsystemet lades ytterligare 1354 meter nya spår samt 2 spårväxlar och fullbordades under kvartalet. Det blir tydligt att banan var nära invigning när man ser på arbetsstyrkan. Under juli månad  var de 2124 man, under augusti månad 1137 man och under september månad 596 man.

#### Invigningen

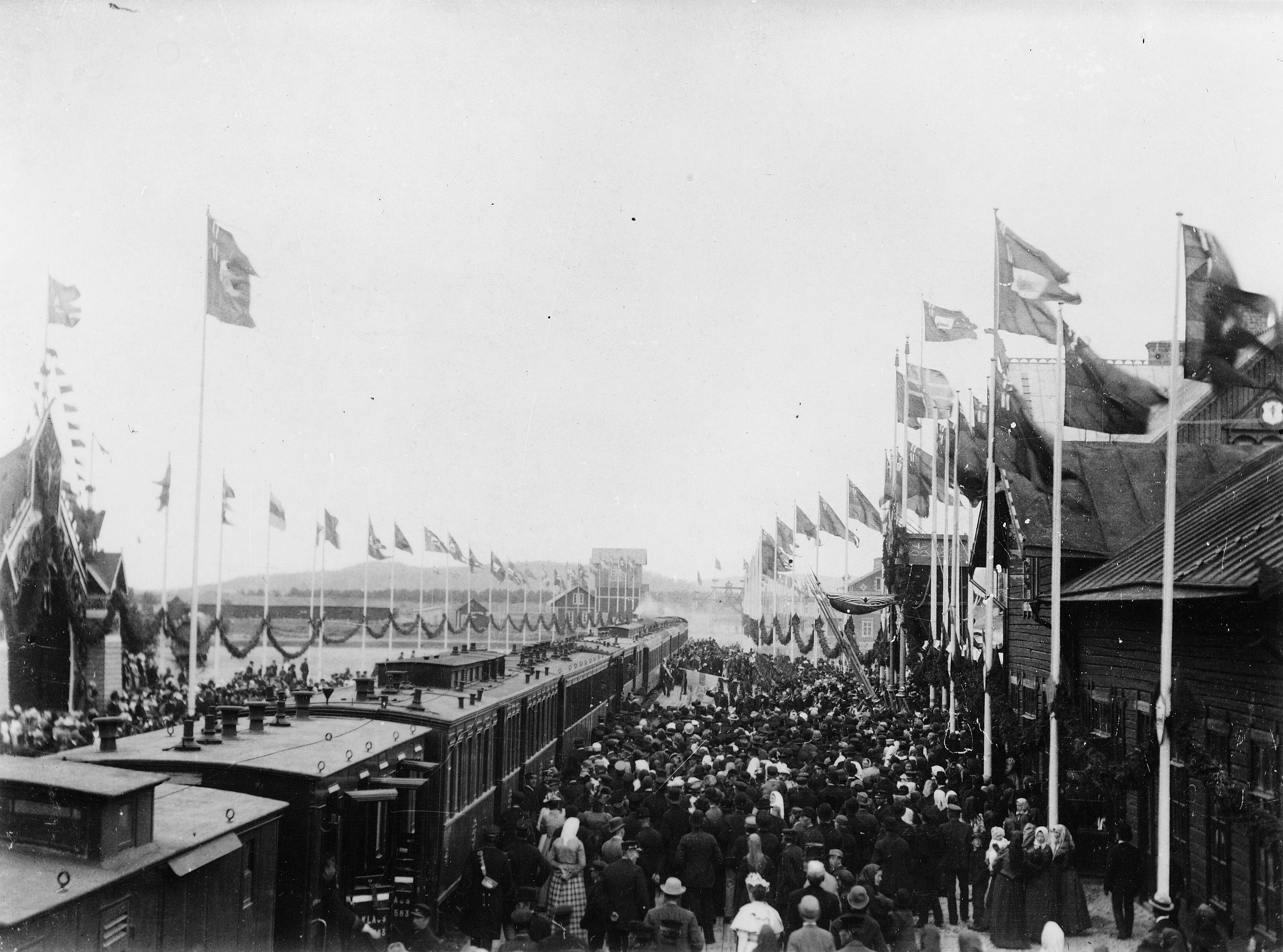
Invigningen av stambanan genom övre Norrland i Boden år 1894

Stambanan genom övre Norrlands öppning i Boden var storslagen och pampig. Kung Oscar II, statsminister E.G Boström  och en representation från Riksdagen åkte hela vägen från Stockholm för att delta. När de kom fram stod soldater i givakt, massor av flaggor var hissade och invånarna i Boden hade samlats på stationen. Oscar II höll ett långt tal sedan tog Biskop Johansson över och bad över det stora arbetet. På kvällen stod statsverket för en påkostad middag som alla var inbjuda till. Statsminister Boström utbringade skål för kung Oscar, kung Oscar för riksdagen, Civildepartementets statsråd Lennart Groll för ingenjörerna och tjänstemännen. Intressant var att ingen skålade för rallarna som hade byggt järnvägen och några förlorat sina liv. Med tanke på dåtidens perspektiv var det inte konstigt men från dagens högst anmärkningsvärt.  

## Trafik
Från juni 2013 går persontåg endast Vännäs–Boden och inte längre Bräcke-Vännäs, utan istället Botniabanan via Umeå-Sundsvall. De flesta tåg som använder stambanan är godståg. De är sedan 2009 upp till 3 200 ton tunga (går med stål Luleå-Borlänge och är tyngst i Sverige utanför Malmbanan) och har då två Mb-lok.

### Dramatiserade skildringar
- Jonsson, Sune (1969). Brobyggarna : [roman]. Stockholm: LT. Libris 1210267